# Ophioblennius atlanticus
Ophioblennius atlanticus és una espècie de peix de la família dels blènnids i de l'ordre dels perciformes.

## Morfologia
- Els mascles poden assolir 19 cm de longitud total.[1]

## Reproducció
És ovípar.

## Hàbitat
És un peix marí de clima tropical i associat als esculls de corall que viu entre 0-8 m de fondària.

## Distribució geogràfica
Es troba a l'Atlàntic oriental (illes oceàniques i la costa compresa entre el Senegal i Angola) i l'Atlàntic occidental (des de Bermuda i Carolina del Nord fins al Brasil, incloent-hi el Carib).